# 프레시덴테아예스주

프레시덴테아예스 주의 위치

프레시덴테아예스주(스페인어: Departamento Presidente Hayes)는 파라과이 중서부에 위치한 주로 주도는 비야아예스이며 면적은 72,907km2, 인구는 81,876명(2007년 기준), 인구 밀도는 1.1명/km2이다. 주 이름은 삼국 동맹 전쟁 이후에 일어난 파라과이와 아르헨티나 간의 국경 분쟁을 중재한 미국의 대통령인 러더퍼드 B. 헤이스를 기념하기 위해 붙여진 이름이다.
북쪽으로는 알토파라과이 주, 북동쪽으로는 콘셉시온 주, 동쪽으로는 산페드로 주, 남동쪽으로는 코르디예라 주와 센트랄 주, 아순시온 수도 지구와 접하며 남쪽과 서쪽으로는 아르헨티나와 국경을 접한다. 8개 현을 관할한다.

주기

## 같이 보기
- 삼국 동맹 전쟁
- 러더퍼드 B. 헤이스